# Drew Brees
Drew Christopher Brees (Austin, Texas, 1979. január 15. –)  amerikai amerikaifutball-játékos, a New Orleans Saints korábbi quarterbackje az NFL-ben.

## Élete
Egyetemi évei alatt a Purdue csapatában játszott, majd a San Diego Chargers draftolta 2001-ben. 2005-ben súlyos vállsérülést szenvedett a Denver Broncos elleni mérkőzésen. A Chargers attól tartva, hogy Brees a sérülést követően nem lesz képes a tőle megszokott színvonalon játszani, az irányító lejáró szerződését olyan, Brees számára hátrányos anyagi feltételeket tartalmazó kontraktussal akarta meghosszabbítani, amelyet a játékos nem fogadott el. A szabadügynökké váló játékosra lecsapott az újjáépítés közepén álló New Orleans Saints 2006-ban.
Brees Sean Payton vezetőedző rendszerében szinte újjászületett és az NFL legjobb irányítói közé emelkedett. 
2008-ban mindössze 15 yard hiányzott ahhoz, hogy elérje Dan Marino sokak által megközelíthetetlennek hitt, egy szezonban passzolt legtöbb yardos rekordját is, de így is a második játékos lett az NFL történetében, aki egy szezonban 5000 yard felett passzolt. 2011-ben viszont már sikerült átadni a múltnak az NFL egyik legemblematikusabbnak tartott rekordját, ráadásul Brees számára ehhez elég volt eggyel kevesebb mérkőzés is. 
2010-ben ért fel pályafutása csúcsára, Miamiban nyert Super Bowlt, ahol a döntő legértékesebb játékosának is megválasztották.
2021 márciusában bejelentette a visszavonulását.
A játékos egyénileg 2011-ben az NFL történetének egyik legfantasztikusabb szezonját érte el, az alábbi kategóriákban ért el NFL-rekordot
- Legtöbb passzolt yard egy szezonban: 5476
- Legtöbb meccsenkénti passzolt yard egy szezonban: 342,3
- Sikeres passzok aránya egy szezonban: 71,23%
- Legtöbb sikeres passz egy szezonban: 468
- Legtöbb passzolt first down egy szezonban: 275
- Legtöbb mérkőzés egy szezonban legalább 300 passzolt yarddal: 13
- Legtöbb mérkőzés egy szezonban legalább 350 passzolt yarddal: 8
- Legtöbb egymást követő mérkőzés egy szezonban legalább 300 passzolt yarddal: 7
- Legtöbb mérkőzés egy szezonban legalább 30 sikeres átadással: 9
- Legtöbb mérkőzés egy szezonban legalább 25 sikeres átadással:14

Egyéb NFL-rekordok
- Legtöbb egymást követő szezonban 4000-nél több passzolt yard (holtversenyben Peyton Manninggel): 7
- Legtöbb egymást követő szezonban 4000-nél több passzolt yard 30-nál több passzolt touchdownnal: 5
- Legtöbb mérkőzés egy szezonban legalább 20 sikeres átadással: 16 (2010, 2011, 2012)
- Legtöbb szezon legalább 5000 passzolt yarddal: 3 (2008, 2011, 2012)